# شرکت کارخانجات سیمان لامرد
شرکت کارخانجات سیمان لامرد یکی از واحدهای صنعتی بزرگ در جنوب ایران است که در زمینه تولید سیمان خاکستری و کلینکر فعالیت دارد. این شرکت در سال ۱۳۸۲ خورشیدی با هدف توسعه صنعتی جنوب کشور و با مشارکت  و سرمایه گذاری بخش خصوصی تأسیس شد. کارخانه سیمان لامرد در فاصله حدود ۳۰ کیلومتری شرق شهر لامرد در استان فارس واقع شده است.

## تاریخچه
ایده ایجاد کارخانه سیمان لامرد در اوایل دهه ۱۳۸۰ با هدف محرومیت‌زدایی و توسعه صنعتی جنوب فارس شکل گرفت. عملیات اجرایی ساخت این کارخانه  در سال ۱۳۸۳ شروع و در تیرماه  سال ۱۳۹۰ تولید آزمایشی کلینکر انجام و در ۱۷ بهمن ۱۳۹۰ اولین تولید سیمان بعمل آمد.  

## ظرفیت و تولید
ظرفیت تولید این کارخانه روزانه ۳۸۰۰ تن کلینکر و یک میلیون و دویست هزار تن سیمان در سال است. محصول اصلی کارخانه سیمان تیپ ۲ و تیپ ۵ بوده و کلینکر آن قابلیت صادرات به کشورهای منطقه خلیج فارس و آسیای میانه را دارد.

## مدیریت
از سال ۱۳۹۰ تاکنون، ابراهیم غلام‌زاده زنگنه به‌عنوان مدیرعامل و سید محمد هاشمی البحرانی بعنوان رییس هیات مدیره این شرکت فعالیت دارد. ایشان نقش مهمی در تثبیت تولید، توسعه بازار صادراتی و بهینه‌سازی مصرف انرژی کارخانه داشته‌اند.

## موقعیت جغرافیایی
کارخانه در منطقه‌ای صنعتی واقع در نزدیکی شهر لامرد، استان فارس قرار دارد که به دلیل مجاورت با منطقه ویژه اقتصادی لامرد، نزدیکی به معادن مواد اولیه و دسترسی به بندر پارسیان، موقعیتی استراتژیک برای صادرات محصولات دارد.

## دستاوردها
- کسب عنوان صادرکننده نمونه ملی در سال ۱۴۰۲
- اجرای طرح‌های بهینه‌سازی مصرف انرژی و نصب سیستم بازیابی حرارت (WHR)
- افزایش سهم صادراتی به کشورهای عراق، عمان، قطر و امارات